# Canzone
A canzone (ol. lat. cantio) dal; lírai műforma, mely a provence-i trubadúroktól eredt, de művészi kifejlődésre Itáliában Dante és Petrarca lantján jutott.

## A költészetben
Tartalma elmélkedő, elégikus, külalakja mind a szótagszám, mind a rímhelyezés tekintetében többféle. Egyébként vagy mint strófa használatos hosszabb költeményekben, vagy önállóan is; az utóbbi esetben 5–7 hosszabb strófából áll, amelyeket egy rövid követ, de a hosszabb versszakok alkotása egyforma. Egy-egy strófa 9, 11, 13, 16, olykor több sorból áll, a rímhelyezése művészi, a szakasz elején szövevényesebb, vége felé egyszerűbb és arányosabb, a rímek csengők és a szakasznak legalább egy sora rövidebb a többinél. A német költészetben a romantikusok tettek vele kísérletet, de használata inkább művészi játéknak bizonyult. A magyar irodalomban nem művelték.

## A zenében
A zenében egy 16.-17. századi többszólamú instrumentális kompozíció. Nevét onnan nyerte, hogy eredetileg francia és flamand versek szövegére íródott. Ez és a fantázia (zenemű) vezettek a későbbi szonáták kialakulásához.